# جام یو اس اوپن
جام یو اس اوپن لامار هانت یا جام یو اس اوپن، جام حذفی فوتبال بین باشگاه های  ایالات متحده آمریکا است. اولین دوره آن در سال ۱۹۱۴ آغاز شد.

## قهرمانان
| تیم                  | تعداد قهرمانی | تعداد نائب قهرمانی | سال های قهرمانی        | سال های نائب قهرمانی |
| -------------------- | ------------- | ------------------ | ---------------------- | -------------------- |
| شیکاگو فایر          | ۴             | ۲                  | ۱۹۹۸, ۲۰۰۰, ۲۰۰۳, ۲۰۰۶ | ۲۰۰۴, ۲۰۱۱           |
| سیاتل ساندرز         | ۴             | ۱                  | ۲۰۰۹, ۲۰۱۰, ۲۰۱۱, ۲۰۱۴ | ۲۰۱۲                 |
| اسپورتینگ کانزاس‌سیتی | ۴             | ۰                  | ۲۰۰۴, ۲۰۱۲, ۲۰۱۵, ۲۰۱۷ |                      |
| دی‌سی یونایتد         | ۳             | ۲                  | ۱۹۹۶, ۲۰۰۸, ۲۰۱۳       | ۱۹۹۷, ۲۰۰۹           |
| باشگاه فوتبال دالاس  | ۲             | ۲                  | ۱۹۹۷, ۲۰۱۶             | ۲۰۰۵, ۲۰۰۷           |
| لس آنجلس گلکسی       | ۲             | ۲                  | ۲۰۰۱, ۲۰۰۵             | ۲۰۰۲, ۲۰۰۶           |
| کلمبوس کرو           | ۱             | ۲                  | ۲۰۰۲                   | ۱۹۹۸, ۲۰۱۰           |
| نیوانگلند رولوشن     | ۱             | ۲                  | ۲۰۰۷                   | ۲۰۰۱, ۲۰۱۶           |
| هیوستون دینامو       | ۱             | ۰                  | ۲۰۱۸                   |                      |
| آتلانتا یونایتد      | ۱             | ۰                  | ۲۰۱۹                   |                      |
| اورلاندو سیتی        | ۱             | ۰                  | ۲۰۲۲                   |                      |
| فیلادلفیا یونیون     | ۰             | ۳                  |                        | ۲۰۱۴, ۲۰۱۵, ۲۰۱۸     |
| نیویورک رد بولز      | ۰             | ۲                  |                        | ۲۰۰۳, ۲۰۱۷           |
| کلرادو رپیدز         | ۰             | ۱                  |                        | ۱۹۹۹                 |
| میامی فیوژن          | ۰             | ۱                  |                        | ۲۰۰۰                 |
| رئال سالت لیک        | ۰             | ۱                  |                        | ۲۰۱۳                 |
| مینه‌سوتا یونایتد     | ۰             | ۱                  |                        | ۲۰۱۹                 |

## بازیکنان برتر
برترین گلزنان
| رتبه | نام بازیکن      | تعداد گل | منبع  |
| ---- | --------------- | -------- | ----- |
| ۱    | سباستین لو توکس | ۱۶       | [ ۱ ] |
| ۲    | کنی کوپر        | ۱۳       | [ ۱ ] |
| ۲    | خایمه مورنو     | ۱۳       | [ ۲ ] |
| ۲    | دیوید بولو      | ۱۳       | [ ۳ ] |
| ۲    | جانی منیونگار   | ۱۳       | [ ۲ ] |